# Mamuralia

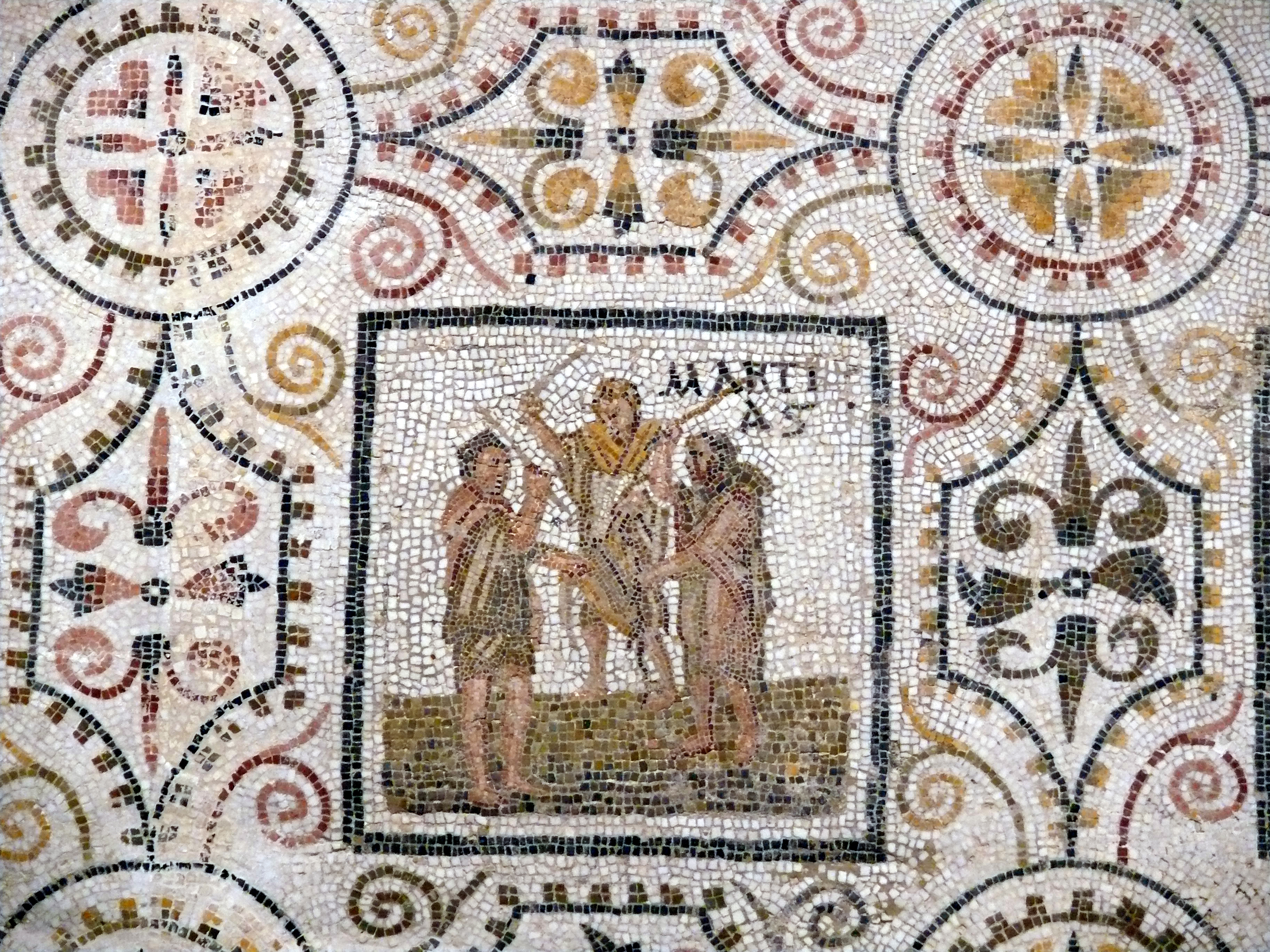
Der März aus dem Monatsmosaik von El Djem, Tunesien, um 200 n. Chr.; Darstellung der Mamuralia mit dem Schlagen des Fells

In der römischen Religion waren die Mamuralia ein Fest, das laut dem Kalender des Philocalus am 14., nach Johannes Lydos an des Iden, das heißt am 15. des März begangen wurde, allerdings nur aus spätantiken Quellen bekannt ist. Vermutlich begannen die Feierlichkeiten am Mittag des 14. und dauerten bis zum Mittag des 15. März. Zwischen dem Fest des navigium Isidis am 5. März und den Liberalia am 17. März listen auch die Menelogia rustica ein sacrum Mamurio, ein Opfer an Mamurius auf, das auf die Mamuralia, deren Name allein Philocalus überliefert, bezogen wird.
Die Mamuralia werden mit dem Gott Mars in Verbindung gebracht und erhielten ihren Namen angeblich zu Ehren des Mamurius Veturius, eines sagenhaften Schmiedes zur Zeit des römischen Königs Numa Pompilius. Mamurius soll auf dessen Befehl elf Kopien des vom Himmel herabgeschwebten heiligen Schildes (ancile) angefertigt haben. Zur Belohnung wurde sein Name in das carmen Saliare aufgenommen.
Varro überliefert aus diesem nur fragmentarisch erhaltenes Kultlied der Salierpriesterschaft die Worte Salii quod cantant mamuri veturi („und die Salier sangen mamuri veturi“), was seinem Erklärungsversuch folgend memoriam veterem („alte Erinnerung“) bedeutete. Varro kannte keinen Mamurius Veturius, was auch für andere Historiker und Dichter der Zeit gilt. Weder Titus Livius noch Vergil nennen seinen Namen. Erst mit Dionysios von Halikarnassos wird die Person eingeführt, die kurz darauf auch Ovid in seinen Fasti nennt, während ihm das Fest selbst unbekannt war. Der Elegiker Properz schreibt ihm als weiteres Werk die Anfertigung einer Bronzestatue des Gottes Vertumnus zu. Die Einführung des Festes wird daher wohl erst in der Kaiserzeit stattgefunden haben.
Laut Johannes Lydos kamen die Salier an diesem Tag zum Einsatz und führten ihren Waffentanz auf, bei dem ein in Felle gekleideter Mann als Vertreter des Schmiedes der ancilia mit Stöcken rituell aus der Stadt geprügelt und damit symbolisch der Winter ausgetrieben wurde. Doch scheint dies späte Erfindung oder Ausschmückung eines Rituals gewesen zu sein, das laut Minucius Felix und Servius darin bestand, dass an einem dem Mamurius geweihten Tag in Nachahmung von Hammerschlägen mit Zweigen auf ein Fell geschlagen wurde. Diese Szene ist auf den Ende des 2. oder Anfang des 3. Jahrhunderts gefertigten Monatsmosaiken aus El Djem für den Monat März dargestellt.